# José Pérez Castañeda García
José Pérez Castañeda García (Isla de La Palma, Canarias, 1814 - Pinar del Río, Cuba, 1873) fue un comerciante tabaquero y militar español que se estableció en la zona occidental de la isla de Cuba, que posteriormente sería la provincia de Pinar del Río.

## Biografía
Se casó en 1844 (Güira de Melena, Cuba) con Paula-María Triana Mederos. En 1858 aparece como vocal en el Acta fundacional de Pinar del Río como Provincia. Participó en la Guerra de Independencia cubana como Coronel del Batallón de Infantería de Pinar del Río, del que había sido su creador y máximo contribuyente económico, en la suscripción realizada en dicha ciudad, en 1869, para enfrentar a los combatientes rebeldes. Murió asesinado el 20 de agosto de 1873 en el poblado de Las Taironas, en Pinar del Río.